# 大塘镇 (南宁市)
大塘镇，是中华人民共和国广西壮族自治区南宁市良庆区下辖的一个乡镇级行政单位。

## 行政区划
大塘镇下辖以下地区：
大塘社区、横州村、南州村、百乐村、乔板村、那梨村、那造村、那农村、团垌村、南荣村、那团村、太安村、那湾村和锦亮村。